# Équipe de Suisse de hockey sur glace au Championnat du monde 2009
 (janvier 2025).
L'Équipe de Suisse est classée au septième rang au classement mondial de hockey sur glace de la Fédération internationale de hockey sur glace avant d'entreprendre la saison 2009 des tournois internationaux. Elle termine l'année également à la septième place mondiale.

## Contexte
Le championnat du monde 2009 est disputé entre le 24 avril 2009 et le 10 mai 2009 dans les villes de Berne et de Kloten en Suisse. Il s'agit de la soixante-treizième édition du tournoi.
| Numéro | Nom                    | Position  | Date de naissance | Équipe                | PJ | B | A | Pts | PUN | Participation |
| ------ | ---------------------- | --------- | ----------------- | --------------------- | -- | - | - | --- | --- | ------------- |
| 5      | Blindenbacher, Severin | Défenseur | 15 mars 1983      | ZSC Lions             | 6  | 0 | 2 | 2   | 6   | 6e            |
| 7      | Streit, Mark           | Défenseur | 11 décembre 1977  | Islanders de New York | 6  | 1 | 4 | 5   | 8   | 11e           |
| 10     | Ambühl, Andres         | Attaquant | 14 septembre 1983 | HC Davos              | 6  | 2 | 1 | 3   | 6   | 6e            |
| 13     | Du Bois, Félicien      | Défenseur | 18 octobre 1983   | Kloten Flyers         | 5  | 0 | 2 | 2   | 6   | 1re           |
| 14     | Wick, Roman            | Attaquant | 30 décembre 1985  | Kloten Flyers         | 6  | 2 | 2 | 4   | 2   | 2e            |
| 18     | Déruns, Thomas         | Attaquant | 1er mars 1982     | Genève-Servette HC    | 5  | 0 | 0 | 0   | 0   | 3e            |
| 23     | Paterlini, Thierry     | Attaquant | 27 avril 1975     | HC Lugano             | 6  | 0 | 1 | 1   | 6   | 9e            |
| 25     | Monnet, Thibaut        | Attaquant | 2 février 1982    | ZSC Lions             | 3  | 0 | 0 | 0   | 2   | 3e            |
| 28     | Plüss, Martin          | Attaquant | 17 décembre 1977  | CP Berne              | 6  | 3 | 1 | 4   | 4   | 9e            |
| 31     | Seger, Mathias         | Défenseur | 5 juin 1980       | ZSC Lions             | 6  | 1 | 1 | 2   | 4   | 11e           |
| 32     | Rüthemann, Ivo         | Attaquant | 12 décembre 1976  | CP Berne              | 6  | 0 | 3 | 3   | 2   | 9e            |
| 35     | Jeannin, Sandy         | Attaquant | 28 février 1976   | Fribourg-Gottéron     | 6  | 0 | 2 | 2   | 4   | 12e           |
| 38     | Ziegler, Thomas        | Attaquant | 9 juin 1978       | CP Berne              | 6  | 0 | 0 | 0   | 4   | 7e            |
| 39     | Sannitz, Raffaele      | Attaquant | 18 mai 1983       | HC Lugano             | 6  | 0 | 0 | 0   | 2   | 4e            |
| 51     | Gardner, Ryan          | Attaquant | 18 avril 1978     | ZSC Lions             | 5  | 1 | 0 | 1   | 0   | 1re           |
| 54     | Furrer, Philippe       | Défenseur | 16 mai 1985       | CP Berne              | 4  | 0 | 0 | 0   | 6   | 2e            |
| 57     | Bezina, Goran          | Défenseur | 21 mars 1980      | Genève-Servette HC    | 6  | 0 | 0 | 0   | 6   | 8e            |
| 67     | Lemm, Romano           | Attaquant | 25 juin 1984      | HC Lugano             | 6  | 2 | 1 | 3   | 0   | 5e            |
| 77     | Weber, Yannick         | Défenseur | 23 septembre 1988 | Canadiens de Montréal | 3  | 0 | 0 | 0   | 8   | 1re           |
| 86     | Sprunger, Julien       | Attaquant | 4 janvier 1986    | Fribourg-Gottéron     | 5  | 0 | 0 | 0   | 0   | 3e            |
| 88     | Romy, Kevin            | Attaquant | 31 janvier 1985   | HC Lugano             | 6  | 0 | 0 | 0   | 0   | 3e            |
| 90     | Josi, Roman            | Défenseur | 1er juin 1990     | CP Berne              | 6  | 0 | 0 | 0   | 2   | 1re           |

| Numéro | Nom            | Date de naissance | Équipe                 | PJ | V | D | MIN | BC | MOY  | BL | A | Pts | PUN | Participation |
| ------ | -------------- | ----------------- | ---------------------- | -- | - | - | --- | -- | ---- | -- | - | --- | --- | ------------- |
| 26     | Gerber, Martin | 3 septembre 1974  | Maple Leafs de Toronto | 6  | 3 | 3 | 364 | 14 | 2,31 | 1  | 0 | 0   | 0   | 6e            |
| 66     | Rüeger, Ronnie | 26 février 1973   | CP Berne               | -  | - | - | -   | -  | -    | -  | - | -   | -   | 3e            |

| Poste                | Nom             | Date de naissance | Nationalité     |
| -------------------- | --------------- | ----------------- | --------------- |
| Entraîneur-chef      | Krueger, Ralph  | 31 août 1959      | Allemagne       |
| Assistant entraîneur | Kölliker, Jakob | 21 juillet 1953   | Suisse          |
| Assistant entraîneur | Lee, Peter      | 2 janvier 1956    | Grande-Bretagne |

### Résultats
- Classement final au terme du tournoi[3] : 9e place
- Mark Streit, Martin Gerber et Sandy Jeannin sont désignés trois meilleurs joueurs de la sélection suisse[4]